# 韶光駅
韶光駅（しょうこうえき、中文表記: 韶光站、英文表記: Shaoguang station）は、中華人民共和国湖南省長沙市芙蓉区にある長沙地下鉄6号線の駅である。

## 駅周辺
- 長沙韶光医院
- 湖南省作物研究所
- 湖南省畜牧獣医研究所